# Tonta (Nathy Peluso)
Tonta (reso graficamente TONTA) è un singolo della cantante argentina Nathy Peluso, pubblicato il 20 aprile 2023.

## Descrizione
La cantante lo ha definito come il pezzo più personale da lei scritto, nel quale esplora il tema dell'amor proprio.

## Tracce
Testi di Natalia Peluso, musiche di Didi Gutman e Carlo Montagnese.
1. Tonta – 3:23

## Classifiche
| Classifica (2021) | Posizione massima |
| ----------------- | ----------------- |
| Spagna            | 83                |